# عناصر پرکننده صحنه

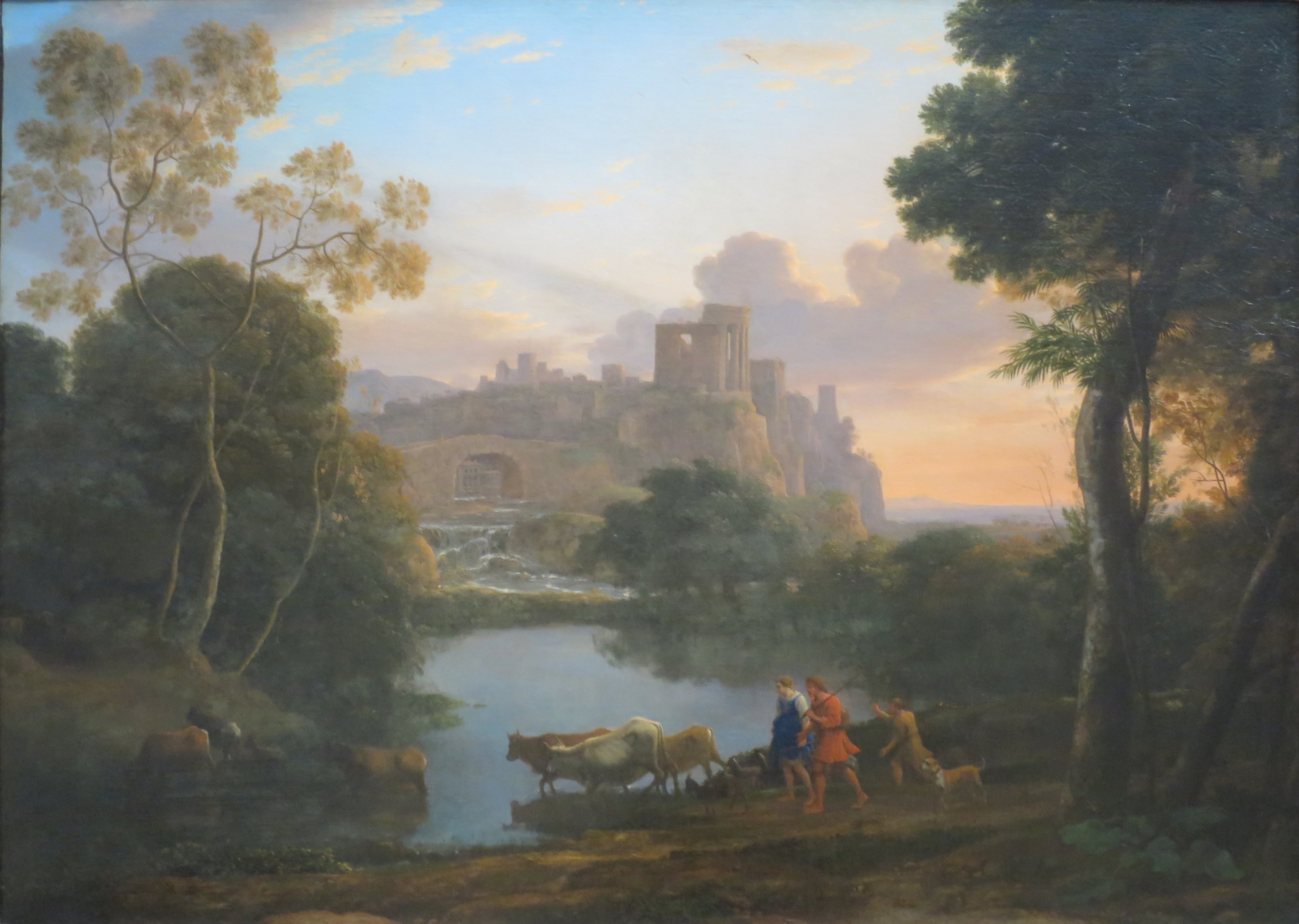
نمایی از تیوولی در غروب، ۱۶۴۴، با گاوها و چوپانان به عنوان عناصر مکمل، اثر کلود لورین

در نقاشی، به نقش‌های انسان و حیوان که در یک صحنه، به ویژه منظره، به تصویر کشیده می‌شوند و موضوع اصلی اثر نیستند، عناصر پرکنندهٔ صحنه (انگلیسی: Staffage) یا عناصر مکمل گفته می‌شود. این عناصر معمولاً کوچک هستند و برای ایجاد مقیاس و جذابیت بیشتر به اثر اضافه می‌شوند.
تعاریف عناصر پرکنندهٔ صحنه:
1. به‌طور کلی برای هر نوع عنصری در یک اثر، حتی زمانی که ظاهراً موضوع اصلی هستند.
2. به‌طور خاص برای عنصرهایی که هیچ هویت یا داستان خاصی به آنها نسبت داده نمی‌شود و صرفاً به دلایل ترکیب‌بندی یا تزئینی در اثر گنجانده شده‌اند.

در مفهوم دوم، عناصر پرکننده صحنه در واقع لوازم جانبی صحنه هستند، اما به اثر جان می‌بخشند. آنها به نقاشی عمق می‌دهند و موضوع اصلی را تقویت می‌کنند و همچنین مقیاس مشخصی برای بقیه اجزای ترکیب‌بندی فراهم می‌کنند.
در دوره باروک، نقاشانی مانند نیکولا پوسن و کلود لورن به‌طور معمول از عناصر پرکننده صحنه استفاده می‌کردند. برخی از نقاشان متخصص منظره، از نقاشان دیگری که در نقاشی فیگور انسان مهارت بیشتری داشتند، می‌خواستند که عناصر پرکننده صحنه را به بوم‌های آنها اضافه کنند.
فیگورهای عناصر پرکننده صحنه در مفهوم دوم همیشه بی‌نام هستند و باید از فیگورهای کوچک مشابهی که دارای هویت هستند، متمایز شوند. با این حال، هنگامی که از فیگورهای کتاب مقدس یا اساطیری به جای "چوپانان"، "سربازان" و غیره بی‌نام استفاده می‌شود، طبق نظریه سلسله مراتب ژانرها، نقاشی منظره به یک نقاشی تاریخی با ارزش‌تر تبدیل می‌شود، حتی اگر فیگورها کوچک و در میان یک منظره بزرگ ناپدید باشند. این گونه آثار اغلب عناوین مدرنی به شکل "منظره با …" دارند.
همچنین باید عناصر پرکننده صحنه را از فیگورهای نقاشی‌های ژانر متمایز کرد که آنها نیز ناشناس و معمولاً از مردم عادی هستند، اما موضوع اصلی نقاشی هستند.
در قرن نوزدهم، کتاب‌هایی با الگوهایی برای صدها فیگور مختلف عناصر پرکننده صحنه برای نقاشان  منتشر شد تا آنها را در ترکیب‌بندی‌های خود «کپی و جای‌گذاری» کنند. هنرمندان پیشین اغلب طرح‌هایی از این فیگورهای الگو را نگه می‌داشتند و همان فیگورها اغلب در چندین اثر یک هنرمند تکرار می‌شوند و گاهی اوقات می‌توان ردپای آنها را در آثار هنرمندان دیگر نیز پیدا کرد.
نقاشان از این عناصر برای زنده‌تر کردن منظره و بخشیدن حس مقیاس و عمق به آن استفاده می‌کنند؛ مثلاً با دیدن یک انسان کوچک در کنار یک درخت بزرگ، می‌توانیم بهتر اندازه واقعی درخت را درک کنیم.
گاهی این فیگورها فقط برای زیبایی و جلوه بیشتر به تابلو اضافه می‌شوند و هیچ داستان یا هویت خاصی ندارند، مثل چند نفر که در دور دست مشغول قدم زدن هستند. اما گاهی این فیگورها با وجود کوچک بودن، از شخصیت‌های مهم تاریخی یا اسطوره‌ای هستند و به نقاشی معنای بیشتری می‌بخشند؛ مثلاً اگر در همان منظره، به جای افراد عادی، تصویری از حضرت موسی در حال عبور از دریای سرخ ببینیم، تابلو دیگر یک منظره ساده نیست و بار مذهبی و تاریخی پیدا می‌کند.
در گذشته کتاب‌هایی پر از الگوهای آماده برای عناصر پرکننده صحنه وجود داشته و نقاشان می‌توانستند از آنها در آثارشان استفاده کنند. حتی بعضی از نقاشان طرح‌های آماده خودشان را داشتند و بارها از آنها در نقاشی‌های مختلف استفاده می‌کردند.